# 賽德娜 (小行星)
賽德娜（英語：Sedna）為一顆外海王星天體，小行星編號為90377。它於2003年11月14日由天文學家布朗（加州理工學院）、特魯希略（雙子星天文臺）及拉比諾維茨（耶魯大學）共同發現，它被發現時是太陽系中距離地球最遠的大型天然天體。賽德娜目前距離太陽88天文單位，為海王星與太陽之間距離的3倍。在賽德娜大部分的公轉週期中，它與太陽之間的距離比任何已知的矮行星候選都要遙遠。賽德娜是太陽系中颜色最紅的天體之一。它大部分由水、甲烷、氮冰及托林（Tholin）所構成。國際天文聯會目前並未將賽德娜視為矮行星，但是有一些天文學家認為它應該是一顆矮行星。
賽德娜的公轉軌道是一個離心率較大的橢圓，遠日點估計為937天文單位，所以它是太陽系中最遙遠的天體之一，比大部份的長週期彗星都還要遠。賽德娜的公轉週期約為11,400年，近日點約為76天文單位，天文學家可以藉此推斷它的起源。小行星中心目前將賽德娜視為黃道離散天體，這類天體是因為海王星向外遷徙造成的引力擾動，从柯伊柏帶散射入高傾斜和高離心率的軌道內。但是這種分類已經引起爭議，因為賽德娜不曾接近海王星，所以海王星的引力擾動無法造成它的軌道如此橢圓。一些天文學家認為賽德娜是人類首度發現的首顆歐特雲天體，其他天文學家則認為賽德娜的橢圓軌道是一顆通過太陽系附近的恆星所造成的，它可能位在與诞生太陽的星團（一个疏散星團）之內，甚至有天文學家認為賽德娜是太陽從其他恆星系所捕捉到的天體。有些假說認為賽德娜的軌道是海王星外天體存在的證據。共同發現賽德娜和矮行星鬩神星，妊神星，和鸟神星的天文學家米高·E·布朗認為它是目前為止人類發現的外海王星天體中最重要的一顆，因為瞭解它的特殊公轉軌道可能可以得知太陽系的起源及早期的演化資訊。

## 發現
位於聖地牙哥東北部帕洛馬山天文臺的塞繆爾·奧斯欽望遠鏡（Samuel Oschin telescope）首次在2003年11月14日觀測到賽德娜，當時帕洛馬山天文臺正在搜尋黃道離散天體。天文學家布朗（加州理工學院）、特魯希略（雙子星天文臺）及拉比諾維茨（耶魯大學）在當天共同觀測到一個天體在超過3.1小時之內移動了4.6角分，顯示它的距離約為100天文單位。智利托洛洛山美洲際天文台在11月至12月進行的後續觀測及美國夏威夷州的凱克天文台的觀測顯示它的公轉軌道非常接近橢圓。天文學家後來根據塞繆爾·奧斯欽望遠鏡拍攝的老舊照片及近地小行星追蹤拍攝的照片，辨認出賽德娜。天文學家得以更精確的計算出它的軌道及且傾斜角度。
米高·E·布朗在他的網站上說「我們發現的新天體是太陽系最遙遠也是最寒冷的一個，所以我們認為它適合用因努伊特神話中的海洋女神賽德娜來命名，傳說祂居住在北極海的深處」。布朗也建議國際天文學聯合會小行星中心未來在賽德娜公轉地區發現的天體都應該使用北極地區的神祇。這個天體在獲得官方正式名稱之前被公開稱為賽德娜，當時它的臨時名稱為2003 VB12。小行星中心主任布萊恩·馬斯登認為這種行為違悖命名協議，一些國際天文學聯合會的會員也可能投票反對。但是後來並沒有任何天文學家反對這個名稱，也沒有其他名稱被提出，於是國際天文學聯合會在2004年9月正式接受賽德娜這個名稱。國際天文學聯合會也認為未來如果遇到類似的情況，可能可以允許天文學家在官方正式名稱確定之前先公佈天體名稱。
西班牙與美國其他地區（亞利桑那州）的天文臺也在幾天之內觀測到該天體。美國的史匹哲太空望遠鏡當時也正在觀測這個區域，不過並沒有發現它。天文學家後來使用史匹哲太空望遠鏡來觀測賽德娜，並計算出它的直徑上限大約是冥王星的四分之三（小於1,600公里）。

## 軌道特性
賽德娜擁有離心率非常大的橢圓公轉軌道，它的近日點及遠日點估計分別約為76天文單位及937天文單位，是天文學家觀測到的天體中近日點距離太陽最遙遠的一個。賽德娜在天文學家發現它的時候正接近近日點，當時距離太陽為89.6天文單位，是人類觀測到距離太陽最遠的太陽系天體。鬩神星後來在距離太陽97天文單位的位置被天文學家發現，比發現賽德娜的位置更遠。有一些長週期彗星會運行到比賽德娜更遠的位置，不過因為太過黑暗而無法觀測（除非是在接近近日點的時候）。即使賽德娜在2076年抵達近日點，太陽仍然只是天空中一個非常明亮的恆星，只比滿月還要明亮100倍，而且因為太過遙遠，所以無法用肉眼觀測到圓盤面。
赛德娜的公轉周期約為11,400年，會在2075年末至2076年中之間通過近日點，而賽德娜也會在2114年追過鬩神星，成為距離太陽最遠的球狀天體。
根據法國尼斯蔚藍海岸天文臺（Observatoire de la Côte d'Azur）天文學家哈洛·F·李維森（Harold F. Levison）與阿勒山卓·摩比德里（Alessandro Morbidelli）的研究顯示，賽德娜目前軌道形成的原因可能是一顆恆星在太陽系形成後的1億年間曾近距離的通過（小於800天文單位）該天體附近，或一顆與太陽同時形成的恆星後來從太陽系分離出去所造成的。他們也提出另一種解釋：賽德娜可能是在一顆質量為太陽20分之一的褐矮星附近所形成的，後來在褐矮星通過太陽系的時候被太陽所捕捉到。雖然這種情況發生的機率更低，但是卻可能更精確的解釋賽德娜的形成。
天文學家戈麥斯則提出另一種解釋，認為賽德娜受到一顆位於內奧爾特雲的未知行星所干擾。最近的模擬顯示賽德娜可能受到一顆位於2,000天文單位或更近的天體（質量與海王星相當）所擾動，或是一顆具有木星質量的天體（距離5,000天文單位），甚至是一顆位於1,000天文單位、質量類似地球的天體所影響。
小行星148209是另一顆擁有類似賽德娜軌道的天體，雖然它沒有那麼極端的軌道：它的近日點為44.3天文單位、遠日點則是394天文單位，軌道週期則是3,240年。它的軌道可能也跟賽德娜一樣受到類似的影響。
天文學家剛發現賽德娜時，認為它的自轉週期擁有相當長，介於20到50天之間。天文學家推論這樣長的自轉週期是大型衛星引力拉扯所造成的，例如冥衛一，因此天文學家嘗試尋找它的衛星。但是根據哈伯太空望遠鏡於2004年3月作出的觀測結果，天文學家並未發現有衛星繞其公轉。而多鏡面望遠鏡後續的觀測則顯示賽德娜的自轉週期約為10小時，符合賽德娜的大小應該具有的情況。

## 物理特徵

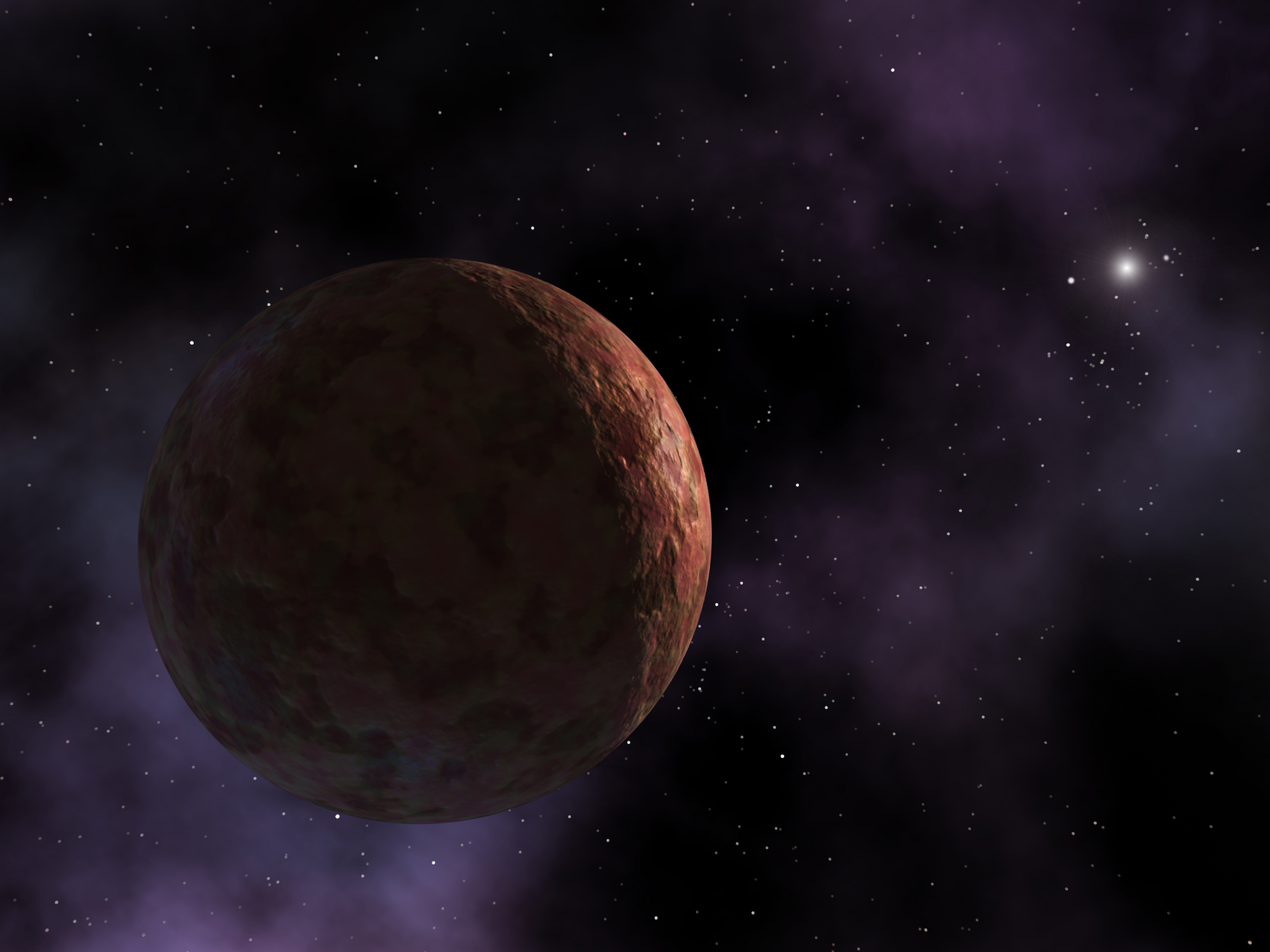
賽德娜的想像圖

赛德娜的反照率估計為0.32，因此推断出賽德娜的直徑約為1,000公里。當它在2003年被天文學家發現時，是人類自1930年發現冥王星以來在太陽系所發現的最明亮天體。賽德娜的發現者在2004年認為它的直徑上限為1,800公里，不過天文學家在2007年使用史匹哲太空望遠鏡觀測賽德娜後，認為它的直徑上限在1,600公里以下。赫雪爾太空望遠鏡在2012年的觀測結果顯示賽德娜的直徑為995±80公里，比冥衛一還要小。因為賽德娜沒有任何衛星，所以天文學家無法估計出它的質量，除非發射太空船來近距離探測它。假設它的密度與冥王星相當，為2.0公克/立方公分，那麼賽德娜的質量約為1 × 1021 千克。
托洛洛山美洲際天文台的觀測顯示賽德娜是太陽系中最紅的天體之一，颜色類似火星。雙子星天文臺的乍德·特魯希略及他的同事認為賽德娜呈現出的暗紅色是因為烴沉澱物或簡單有機化合物長期暴露在紫外線下所形成的托林覆蓋在表面的結果，就像在小行星佛拉斯上所發現的一樣。賽德娜表面的物質與光譜相當均勻，可能是因為它距離太陽過於遙遠，很少受到其他天體的影響，所以不像飛龍星那樣暴露出內部構造。賽德娜與兩顆非常遙遠的天體（小行星87269及小行星308933）、半人馬小行星小行星5145的顏色相當，就像外側的傳統古柏帶天體一樣，表示它們都有相同的起源。賽德娜表面的甲烷冰或水冰很少，與冥王星或冥衛一相異。
特魯希略及他的同事認為賽德娜的表面由60%甲烷冰及70%水冰所構成。甲烷冰受到輻射照射後，托林得以在賽德娜的表面形成。巴魯希及他的同事在比較賽德娜與土衛六之後，發現該天體擁有甲烷及氮氣的微弱譜線。根據這些觀測結果，他們認為賽德娜的表面由24%托林（類似土衛六）、7%無定形碳、26%甲醇冰與33%甲烷所組成。史匹哲太空望遠鏡紅外線光度測量在2006年確認賽德娜的表面存在甲烷及水冰。天文學家認為它的表面可能至少在短暫時間內有氮氣存在，所以它可能擁有大氣層。賽德娜表面的最高溫度在接近太陽的200年當中會超過35.6K（−237.6 °C），可以讓固態氮ɑ階段轉變成β階段，與土衛六相似。氮氣在35K的蒸氣壓是14微巴。然而賽德娜的深紅色光譜斜率顯示有機化學高度集中在表面，微弱的甲烷譜線表示它表面的甲烷並不是新生成的。天文學家由此推斷賽德娜的表面太過寒冷，所以甲烷無法蒸發，然後像雪一樣落在表面上（類似土衛六，冥王星很可能也有這種情況）。天文學家經由放射性過程產生的內部加熱現象，認為賽德娜的地表下可能擁有液態水構成的海洋。業餘天文學家可以使用先進的電腦軟體及長時間的曝光攝影來搜尋賽德娜。

## 族群

藝術家所想像的塞德娜地平線，可以見到銀河、太陽、心宿二及角宿一

除非這次發現只是僥倖，否則天文學家很可能偵測到其他類似塞德娜這樣軌道為高度橢圓的天體，天文學家估計還有40至120個這類天體存在塞德娜運行的區域內。小行星148209的公轉軌道類似塞德娜，近日點為44.3天文單位，遠日點為394天文單位，公轉週期為3,240年，其形成的過程可能跟塞德娜相同。
天文學家提出每一個解釋塞德娜橢圓軌道的機制都明確顯示出這樣天體結構及力學模式。如果海王星外天體存在，所有類似的天體都會有相當的近日點（約80天文單位）。如果塞德娜是從另一個旋轉方向與太陽相同的恆星系所捕獲的話，這樣的天體都會有低傾斜角，半長軸為100至500天文單位。如果它是從另一個旋轉方向與太陽相反的恆星系所捕獲的話，將會形成兩個群體，一個會有低傾斜角的軌道，另一個則有高傾斜角的軌道。恆星的重力將會導致天體近日點及傾斜角分散開來，角度及數量都是相異的。
天文學家從這類天體獲取的大量數據可以決定哪一種情況比較有可能發生。布朗在2006年說「我稱塞德娜為早期太陽系的化石紀錄。最後，當其他化石紀錄被發現後，塞德娜將會幫助我們了解太陽如何形成及太陽形成時有多少恆星曾經接近過」。布朗在2007年至2008年間進行一次觀測，試圖尋找塞德娜這類天體的其他成員。這次觀測將範圍延伸到1,000天文單位，並發現大型外海王星天體共工星，但是沒有觀測到任何類似塞德娜的天體。後續新的電腦摹擬資料顯示類似塞德娜的天體約有40個可能出現在這個區域。

## 起源

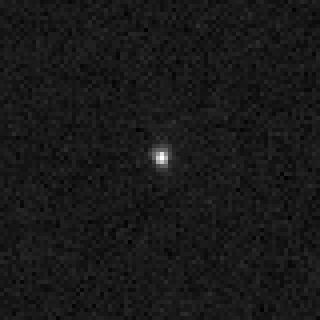
哈伯太空望遠鏡所拍攝的賽德娜

天文學家布朗在公佈發現賽德娜消息的論文中將賽德娜視為人類首次觀測到的奧爾特雲天體。奧爾特雲是包圍著太陽系的球體雲團，佈滿不少彗星，距離太陽約一光年。賽德娜的近日點為76天文單位，所以不像黃道離散天體的軌道會受到海王星引力的影響。因為它比其他假設的奧爾特雲天體還要接近太陽，軌道傾角與行星及古柏帶約成一直線，所以他們將賽德娜視為「內奧爾特雲天體」，位於古柏帶及奧爾特雲之間的區域。
如果賽德娜是在目前所在區域內形成的話，太陽的原行星盤至少延伸至75天文單位的地區。賽德娜原本的公轉軌道必定是圓形的，除非它是藉由其他小型天體吸積而成的，但是因為原行星之間巨大的相對速度相當不一致，所以這種情況不大可能發生。賽德娜必定是受到其他天體的引力交互作用，然後才進入目前的橢圓軌道。布朗、拉比諾維茨及其同事在最早的論文中這個天體有3種可能：一顆未發現且位於古柏帶外側的行星、一顆通過太陽附近的恆星或一顆在太陽形成時，與它融合在一起的年輕恆星。
米高·布朗及其團隊偏好的假說認為一顆出現在形成太陽的星團的恆星讓賽德娜進入目前的橢圓軌道。他們認為它的遠日點約1,000天文單位，比其他長周期彗星都還要近，所以一顆通過太陽附近的恆星無法影響其軌道。布朗認為最佳解釋是：太陽形成的疏散星團也生成其他幾顆恆星，它們後來分開時影響到賽德娜的公轉軌道。阿勒山卓·摩比德里（Alessandro Morbidelli）及史考特·J·肯楊後來進一步修正這個假說。裘洛·佛南德茲及Adrian Brunini認為疏散星團中一些年輕恆星多次近距離接近太陽會造成許多公轉軌道類似賽德娜的天體。根據法國尼斯蔚藍海岸天文臺（Observatoire de la Côte d'Azur）天文學家摩比德里及哈羅德·利維森（Harold F. Levison）進行的一項研究顯示，賽德娜的公轉軌道最有可能是一顆恆星在太陽系形成後的1億年間以不到800天文單位的距離通過賽德娜所引起的。
許多天文學家（包括戈麥斯及帕特克·莱卡维卡）經由幾種不同的模式來描述海王星外天體假說。一種假設認為賽德娜的軌道受到一顆位於內奧爾特雲的未知行星所擾動。最近的電腦模擬顯示賽德娜可能受到一顆位於2,000天文單位（或更近）的天體（質量與海王星相當）擾動，或一顆木星質量的天體（距離5,000天文單位），甚至是一顆位於1,000天文單位，質量類似地球的天體。帕特克·莱卡维卡的電腦模擬認為賽德娜的軌道是由一顆大小類似地球的天體所引起的，海王星在太陽系形成初期將它彈射出去，所以目前它繞著80至170天文單位的狹長軌道公轉。米高·布朗的巡天計畫並未在100天文單位內的區域發現任何大小類似地球的天體，但是這樣的天體可能在內奧爾特雲形成後被拋離太陽系內。
另一假設認為賽德娜的軌道是一顆巨大且遙遠的（距離幾千天文單位）太陽伴星所造成的，涅墨西斯星是可能存在的太陽伴星其中之一。涅墨西斯星是一顆暗淡的恆星，可能是地球數次週期性的生物集群滅絕、月球撞擊事件及許多長周期彗星公轉軌道的主因。然而並沒有涅墨西斯星存在的直接證據，許多證據（例如撞擊坑計數）都質疑它的存在。約翰·馬泰塞（John J. Matese）及丹尼爾·懷特米爾（Daniel P. Whitmire）這兩位長期支持遙遠太陽伴星存在的學者認為一顆位於7,850天文單位，質量為木星5倍的天體可以導致天體擁有類似賽德娜的公轉軌道。摩比德里及肯楊也提出另一種看法：賽德娜可能是在另一個恆星系（特別是質量比太陽小20倍的棕矮星）附近形成的，後來它在通過太陽系附近的時候被太陽所捕捉到。

## 分類
小行星中心將賽德娜視為一顆黃道離散天體，但是這種分類有許多問題存在。許多天文學家認為賽德娜與一些其他少數天體（例如小行星148209）應該歸類為一種新的天體類型，稱為延伸黃道離散天體（E-SDO）、分離天體、遙遠分離天體（DDO）或離散－延伸黃道天體（根據黃道巡天計畫的正式分類）。
發現賽德娜也讓天文學家重新面對一個問題：“怎麼樣的天體可以被視為是一顆行星”。2004年3月15日的一篇大眾媒體文章這樣報導賽德娜的消息：「發現第10顆行星」。後來國際天文聯合會在2006年8月24日所決議的行星定義解決這個問題，認為行星必須清除鄰近的小天體。天文學家目前估計賽德娜的史藤－李文森參數介於冥王星的8×10−5至6×10−3之間，因此即使尚未在它的周圍發現其他天體，也無法認為賽德娜可以清除鄰近的小天體。天文學家懷疑賽德娜是否達到流體靜力平衡（Hydrostatic equilibrium），但仍然無法確定。如果它真的達到流體靜力平衡的話，將會被視為是矮行星的候選天體。

## 探測
賽德娜將在2075年至2076年間通過近日點，在接近太陽期間將是人類探測該天體的最佳時機，因為它下一次通過近日點將發生在12,000年後。雖然美國太空總署將賽德娜名列太陽系探測網站中，但是目前並未考慮任何探測計畫。
据计算，在2033年5月6日和2046年6月23日发射探测器，使用木星重力助推可以在24.5年后对塞德纳进行一次飞掠任务。当太空船到达时，塞德纳距离太阳77.27或76.43 AU。

## 外部連結
- 美國太空總署有關賽德娜的網頁 （页面存档备份，存于）（包括天文學家發現賽德娜的照片）
- 米高·布朗有關賽德娜的網頁 （页面存档备份，存于）
- 每日一天文圖（2004年6月4日）–藝術家想像的賽德娜天空 （页面存档备份，存于）
- http://www.boulder.swri.edu/~hal/CR105.html （页面存档备份，存于） 阿勒山卓·摩比德里與哈洛·F·李維森的相關文章
- MPEC 2004-S73: 有關賽德娜名稱的評論
- 遙遠的天體可能保有地球過去的秘密 （页面存档备份，存于）
- 哈伯望遠鏡在2004年4月14日所公佈的照片 （页面存档备份，存于）
- 軌道模擬 （页面存档备份，存于） 噴氣推進實驗室中的相關數據 / 位置推算 （页面存档备份，存于）
- 關於賽德娜被發現的新聞 （页面存档备份，存于）（SpaceDaily）2006年4月25日

| 前一小行星： (90376)小行星90376 | 小行星列表 | 後一小行星： (90378)小行星90378 |